# Dorytocidae
Dorytocidae (лат.) — семейство вымерших равнокрылых насекомых из надсемейства Fulgoroidea, представители которого найдены в меловом бирманском янтаре. От близкородственного вымершего семейства Perforissidae отличается очень длинными отростками на голове, которые имитировали шипы растений. По длине таких отростков они превосходили всех остальных меловых Fulgoroidea. Судя по обилию находок, эти насекомые жили на коре деревьев, чья смола образовывала янтарь.